# Debila
Debila (în arabă الدبيلة) este o comună din provincia El Oued, Algeria.
Populația comunei este de 25.158 de locuitori (2008).